# Reynolds Price
Edward Reynolds Price (Macon (Carolina do Norte), 1 de fevereiro de 1933 - Durham (Carolina do Norte), 20 de janeiro de 2011) foi um romancista, poeta, dramaturgo, ensaísta e professor universitário estadunidense.
Era membro da The American Academy of Arts and Letters e tinha grande interesse por literatura inglesa, línguas antigas e cultura bíblica.

## Obras
- A Long and Happy Life (1962)
- The Names and Faces of Heroes (1963)
- A Generous Man (1966)
- Love and Work (1968)
- Permanent Errors (1970)
- Things Themselves (1972)
- The Surface of Earth (1975) (primeira parte da trilogia A Great Circle, também chamada de The Mayfield Trilogy)
- Early Dark (1977)
- A Palpable God (1978) (traduções do Velho testamento e do Novo Testamento, com um ensaio sobre as origens e objetivos da narrativa)
- The Source of Light (1981) (segunda parte da trilogia A Great Circle)
- Vital Provisions (poemas, 1982)
- Mustian (1983)
- Private Contentment (1984, teledramaturgia)
- Kate Vaiden (1986)
- The Laws of Ice (poemas, 1986)
- A Common Room (1987)
- Good Hearts (1988)
- Clear Pictures (1989, autobiografia)
- The Tongues of Angels (1990)
- The Use of Fire (poemas, 1990)
- New Music (1990, trilogia de peças)
- The Foreseeable Future (1991, contos)
- Blue Calhoun (1992)
- Full Moon (1993, peça)
- The Collected Stories (1993)
- A Whole New Life (1994, memórias)
- The Promise of Rest (1995, terceira parte de A Great Circle)
- Three Gospels (1996, traduções dos Evangelhos)
- The Collected Poems (1997)
- Roxanna Slade (1998)
- Letter to a Man in the Fire: Does God Exist and Does He Care? (1999, ensaio)
- A Singular Family: Rosacoke and Her Kin (1999)
- Feasting the Heart (2000, ensaios)
- Learning a Trade: A Craftsman's Notebooks, 1955-1997 (2000)
- A Perfect Friend (primeiro livro infantil de Price, 2000)
- Noble Norfleet (2002)
- A Serious Way of Wondering: The Ethics of Jesus Imagined (2003)
- The Good Priest's Son (2005)
- Letter to a Godchild : Concerning Faith (2006)